# 人和門
人和門，是重慶的一座城門，毗鄰長江，在太平門、儲奇門二門之間的人和灣，現存。
人和門在太平、儲奇二門之間，而距儲奇門較近。1936年街道，城內有人和灣，城外為人和灣街，兩街隔一城垣。《增廣重慶地輿全圖》在東華觀巷口標曰「仁和坊」。以後城內的人和灣併入郵政局巷，城外的人和灣街稱人和灣，以迄於今。今人和灣外為人和碼頭，規模甚大，有卷洞十一；卷洞上大書船『人和碼頭』四字，字大2米多見方，圍以圓圈。今卷洞尚存八孔，四大字「人」字已不見。人謂過去稱洋碼頭，現在碼頭在外面。
人和門遺迹猶存。此門正對雙巷子南門，為郵局巷西端與儲奇順城街相接之處。今已埋在街道的地下，嵌在堡坎當中，屬郵局巷41號江濱沙法廠範圍。此廠房屋地基在堡坎外，與堡坎隔一巷道，堡坎中的人和門，寬2米多，塞滿石頭，長期如此。1988年此廠修建新房，始用石灰將人和門滌蓋。 廠房地面較人和門地面低約2米，在今大街約5米下。人和門原有石板路向南轉東，至人和碼頭。 

2012年1月，因當地拆遷，該門露出。 2013年，重庆市文化遗产研究院开展了太平门至储奇门段顺城街城墙及城门专项调查，对人和门进行遗址清理与保护。现今考察，人和门由城台和门洞组成，明代修建。城台外立面呈梯形，用近方形的条石错缝丁砌而成，顶端面阔8.60米、底端面阔9.22米，残高约7.18米。城门洞为石构拱券式，一券，无伏。门道宽1.78、高4.34米。门洞内侧被封堵，内部结构不明。

## 唱詞中的人和門
- 人和門，火炮響，總爺出巡[4]
- 光緒唱本：《迎財神》:我唐一、唐二、唐三、唐四娘所生，我唐二走湖廣到重慶，轉來又到重慶城。開九門閉九門，二九一十八重門。仰起睡朝天門，卜倒睡通遠門，刀刀槍槍千廝門，婆娘坐月太平門，五輩人不分家，此乃就是人和門[5]。